# Бурж
Бурж (фр. Bourges) град је у централној Француској на реци Јевр. Главни је град департмана Шер. Налази се у непосредној близини географског центра Француске у историјском региону Бери. По подацима из 2006. године број становника у месту је био 70.828.

## Историја
Име града потиче од имена племена Битурига или од германске речи „бург“ у значењу брдо или село (фр. Bourg, шп. Burgos, енгл. Burgh, Berg, Borough). Келтско име града било је Аварикон (Avaricon), а латинско Аварикум (Avaricum). После успешне опсаде у зиму 52. п. н. е. трупе Јулија Цезара спалиле су овај град и побиле све осим 800 житеља. Римљани су поново саградили град са монументалном капијом, аквадуктима, термама, амфитеатром и масивним зидом који је ограђивао 40 хектара. Град је тада био већи него што ће бити у средњем веку. Аварикум је добио хришћанског бискупа у трећем веку. Градом су вековима владали војводе Аквитаније. Будући Француски краљ Луј XI рођен је овде 1423. У доба средњег века Бурж је био град у коме је цветала уметност и алхемија. Историјски центар града је добро очуван.
Градска готичка катедрала (изграђена у периоду 1195–1255) се од 1992. налази на УНЕСКО листи Светске баштине.

## Географија

### Клима
| Клима (Бурж)                | Клима (Бурж) | Клима (Бурж) | Клима (Бурж) | Клима (Бурж) | Клима (Бурж) | Клима (Бурж) | Клима (Бурж) | Клима (Бурж) | Клима (Бурж) | Клима (Бурж) | Клима (Бурж) | Клима (Бурж) | Клима (Бурж)   |
| Показатељ \ Месец           | .Јан.        | .Феб.        | .Мар.        | .Апр.        | .Мај.        | .Јун.        | .Јул.        | .Авг.        | .Сеп.        | .Окт.        | .Нов.        | .Дец.        | .Год.          |
| --------------------------- | ------------ | ------------ | ------------ | ------------ | ------------ | ------------ | ------------ | ------------ | ------------ | ------------ | ------------ | ------------ | -------------- |
| Апсолутни максимум, °C (°F) | 17,6 (63,7)  | 22,6 (72,7)  | 29,4 (84,9)  | 29,4 (84,9)  | 32 (90)      | 38,0 (100,4) | 39,6 (103,3) | 39,9 (103,8) | 35,1 (95,2)  | 31,7 (89,1)  | 22,7 (72,9)  | 20 (68)      | 39,9 (103,8)   |
| Средњи максимум, °C (°F)    | 6,6 (43,9)   | 8,4 (47,1)   | 12 (54)      | 14,6 (58,3)  | 18,9 (66)    | 22,1 (71,8)  | 25,5 (77,9)  | 25,4 (77,7)  | 21,6 (70,9)  | 16,3 (61,3)  | 10,4 (50,7)  | 7,5 (45,5)   | 15,8 (60,4)    |
| Средњи минимум, °C (°F)     | −0,9 (30,4)  | 1,2 (34,2)   | 3 (37)       | 4,8 (40,6)   | 8,7 (47,7)   | 11,5 (52,7)  | 13,8 (56,8)  | 13,6 (56,5)  | 10,8 (51,4)  | 7,6 (45,7)   | 3,5 (38,3)   | 1,8 (35,2)   | 6,8 (44,2)     |
| Апсолутни минимум, °C (°F)  | −20,4 (−4,7) | −16,4 (2,5)  | −11,3 (11,7) | −3,7 (25,3)  | −2,6 (27,3)  | 3,4 (38,1)   | 4,6 (40,3)   | 4,6 (40,3)   | 1,8 (35,2)   | −5 (23)      | −9,1 (15,6)  | −14 (7)      | −20,4 (−4,7)   |
| Количина падавина, mm (in)  | 56,1 (22,09) | 58,2 (22,91) | 53 (20,9)    | 58,3 (22,95) | 78,5 (30,91) | 58,8 (23,15) | 59,8 (23,54) | 50,8 (20)    | 62,6 (24,65) | 66,7 (26,26) | 64,1 (25,24) | 65,7 (25,87) | 732,6 (288,43) |
| [ тражи се извор ]          |              |              |              |              |              |              |              |              |              |              |              |              |                |

## Демографија
| 1962.  | 1968.  | 1975.  | 1982.  | 1990.  | 1999.  | 2006.  | 2011.  |
| ------ | ------ | ------ | ------ | ------ | ------ | ------ | ------ |
| 60.632 | 70.814 | 77.300 | 76.432 | 75.609 | 72.480 | 70.828 | 66.602 |

## Партнерски градови
- Јошкар Ола
- Форли
- Кошалин
- Авеиро
- Паленсија
- Аугзбург
- Питерборо